# Takarazuka (città)
Takarazuka è una città giapponese della prefettura di Hyōgo. 

## Cultura
All’età di 5 anni si trasferì qui il mangaka Osamu Tezuka, oggi vi è nella città stessa un museo in suo onore.